# 新造教會
新造教會（英語: New Creation Church 或 NCC），是創立於1984年至今，以新加坡為宣教區、擁有33,000名信眾的大型教會。 約瑟夫·普林斯是此教會的資深牧師。
制度上，新造教會不從屬於新加坡國外的任何一個教會；目前為新加坡基督教協進會的會員。此教會的成立願景為『to see Jesus in all the loveliness of His Person and the perfection of His work and to make Him known through the preaching of the gospel』。

## 讲道场所
从1999到2012年期间，新造教會曾使用新達城的场馆进行讲道，2012年起改为星悅匯购物广场内的星宇表演藝術中心进行讲道，2019年从凯德集团买下和星悅匯和星宇中心的产权。